# L'Atlantide (film, 1921)
Ne doit pas être confondu avec L'Atlantide (film, 1932).
Pour les articles homonymes, voir Atlantide.
Pour plus de détails, voir Fiche technique et Distribution.
L'Atlantide est un film muet franco-belge réalisé par Jacques Feyder et sorti en 1921.
Il s'agit de l'adaptation du roman éponyme de Pierre Benoit,, grand prix du roman de l'Académie française (1919).

## Synopsis
Deux officiers français, égarés dans le désert du Sahara algérien, sont capturés par les hommes d'une reine, Anthinéa, qui affirme être reine de l'Atlantide et descendante des Atlantes dont la lignée remonte à Neptune. Une habitude de la reine est de garder embaumés, après les avoir tués, ses anciens amants.

## Fiche technique
- Titre français : L'Atlantide
- Réalisation : Jacques Feyder
  - Assistance à la réalisation : André Roanne
- Scénario : Jacques Feyder, d'après le roman L'Atlantide de Pierre Benoit
- Musique : Joseph Jemain
- Décors : Manuel Orazi[5]
- Costumes : Manuel Orazi[6]
- Photographie : Victor Morin et Georges Specht[7],[8]
- Production : Louis Aubert
- Sociétés de Production : Établissements L. Aubert[1], en coproduction avec Thalman et Cie (Belgique), International et Commercial de la Cinématographie (Thalman) et Société générale pour le développement
- Sociétés de distribution : Pigeard et Cie[5] / Établissements L. Aubert
- Budget : 2 millions de francs[3],[9]
- Format : noir et blanc - muet - 1,33:1 - 35 mm
- Genre : aventure, drame, fantastique
- Durée : 163 minutes
- Date de sortie :
  - France : 4 juin 1921[10],[11],[12],[1]

## Distribution
- Stacia Napierkowska : la reine Antinéa
- Jean Angelo : le capitaine Morhange
- Georges Melchior : le lieutenant de Saint-Avit
- Paul Franceschi : l'archiviste
- Marie-Louise Iribe : Tanit-Zerga
- Abd-el-Kader-Ben-Ali : Cegheir-Ben-Cheik
- André Roanne : le capitaine Massard
- René Lorsay : le lieutenant Olivier Ferrières
- Mohamed Ben Noui : le guide Bou-Djema
- Genica Missirio : le capitaine Aymard
- Françoise Rosay : une convive au réveillon de la Saint-Sylvestre
- Irma Perrot
- Barbier
- Chatelain
- Émile Daltour
- David
- Christiane Mancini
- Perrin
- Pierre Daltour[2]
- Fernand Fabre[13]

## Production

### Développement
En 1919, le roman L'Atlantide de Pierre Benoit connait un immense succès littéraire à sa sortie en librairie, récoltant le grand prix du roman de l'Académie française, Jacques Feyder se l'intéresse et l'adapte pour en faire un film après avoir rencontré l'écrivain en personne. Ce dernier a touché 6 000 francs pour la vente des droits d'adaptation.

« Je m'en suis aperçu le jour où Jacques Feyder vint me demander l'autorisation de porter L'Atlantide au cinéma. En cet instant, je me suis rendu compte des inconvénients de la prodigalité, même imaginative : je me souviens alors avoir essayé de pallier mes torts en donnant à Feyder quelques bons conseils pratiques. « Vous n'allez pas faire la sottise d'aller jusqu'au Hoggar, lui disais-je. C'est au diable, et d'un inconfortable ! Je vous assure qu'il y a des coins très bien dans la forêt de Fontainebleau et tout ce qui se fait de mieux comme grottes. En outre, vous avez le restaurant Franchart à côté, ce qui n'est pas négligeable. Si vous vous entêtez, vous me direz des nouvelles des grill-room de Temassinin et d'Hassi-Inifel. ». Il s'est entêté. Je ne pouvais réellement pas m'opposer à son départ. Voilà maintenant qu'il est revenu, et que j'ai sous les yeux les photographies de ce qu'il a fait là-bas. »

— Pierre Benoit dans le mensuel Je sais tout, janvier 1921.
Jacques Feyder crée une société, Atlantide Films, avec l'aide de son oncle, Alphonse Frédérix, administrateur de la banque Thalman et Cie, qui lui avance 600 000 francs. Georges Sadoul lui avance 1,8 million de francs et Pierre Decourcelle, patron de la Société cinématographique des auteurs et gens de lettres (S.C.A.G.L.), en fait également partie.
Il est produit par Louis Aubert pour la société Établissements L. Aubert,. Le coût de la production est estimé à 2 millions francs,.
Début janvier 1920, Jacques Feyder recherche une « héroïne (…) maigre, mince au moins » pour incarner Anthinéa. À la mi-janvier, il est mentionné être parti pour le Sahara algérien et avoir confié au peintre Manuel Orazi pour les décors.

« (…) Manuel Orazi a le génie du décors. Ses illustrations d'Edgar Pöe et de Jean Lorrain, par exemple, sont des prodiges ; elles placent extraordinairement le texte dans son atmosphère, elles lui donnent plus de vie encore. »

— Jean Joseph-Renaud, dans Le Courrier, juin 1921.
À la mi-mars, les acteurs principaux « s'embarquent aujourd'hui pour l'Algérie et Touggourt ».
Fin avril 1921, la société, Pigeard et Cie, sont chargés de la diffusion en France et dans le monde entier.

### Attribution des rôles

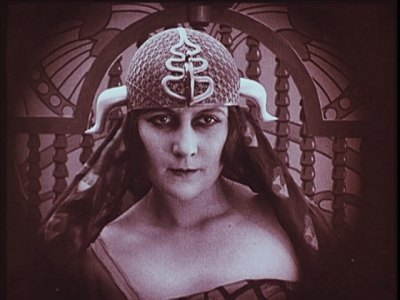
Stacia Napierkowska est Antinéa.

À la mi-janvier 1920, Marie-Louise Iribe, Georges Melchior, Jean Angelo, Pierre Daltour, André Roanne, entre autres, sont recrutés. Fin février, Stacia Napierkowska est révélée pour incarner Antinéa. Cette actrice avait, à l'origine, cru que ce rôle avait été donné à Musidora. À la mi-mars, Christiane Mancini et Fernand Fabre sont également mentionnés dans les rôles principaux.

« Il y avait en tout vingt-cinq artistes, dont le plus grand nombre venait de Paris, et soixante Touaregs avec leurs méhara, sans compter l'armée des indigènes recrutés sur place par Jacques Feyder, vraiment infatigable. »

— Stacia Napierkowska dans ses écrits pour la revue Ciné-Miroir, en mai 1923.

### Tournage
Le tournage débute en avril 1920, jours de Pâques,, dans la vallée Igharghar, ainsi qu'aux alentours de Touggourt, pendant deux mois et demi, en oued Righ, dans le Sahara, à 840 kilomètres d'Alger, entre 5 h du matin et 8 h du soir, au profit de la lumière, sous la température de 39 °C à l'ombre et de 61 °C au soleil. À la mi-mai 1920, la tempête de sable a retardé le tournage pendant cinq jours. Fin juin, le journal, Comœdia, reçoit une carte postale signée l'acteur, Georges Melchior, annonçant qu'après « après trois mois dans le sud algérien, nous rentrons à Alger. Nous resterons deux mois pour faire les intérieurs ».
Le palais d'Antinéa est entièrement reconstitués, par Manuel Orazi, dans une carrière de la banlieue d'Alger.
Il a également lieu à Ouargla, M'Nchouech pour les Aurès, Rouffi, Djidjelli et Bab El-Oued, où de nombreux décors sont construits.
Les prises de vues ont durée huit mois.

## Accueil

### Sorties
|  |

L'Atlantide est projeté, en avant-première mondiale, en plein après-midi du 4 juin 1921, au Gaumont-Palace, à Paris,,,. Les dix premières soirées, la salle est vite complète grâce à des réservations par avance, et ce qui fait « des recettes fantastiques » pendant quinze jours, avec sept affiches différentes, signées Manuel Orazi.
Après quelques jours de cette présentation, la société, Pigeard et Cie, vend ce film au Royaume-Uni et aux États-Unis. En juillet, Gaumont-Palace prolonge sa projection pendant un mois, ainsi qu'une semaine à l'Opéra (Paris).

### Accueil critique
La Lanterne ne cache pas son admiration à propos de L'Atlantide : « Quel beau film, quel merveilleux poème de soleil, de vie, de passion ! ».
Le Figaro assure que « ce film est magnifique et il fait le plus grand honneur à l'art cinématographique français », ainsi que La Liberté : « La présentation de ce film grandiose est l'événement le plus considérable de l'année », L'Éclair : « Enfin ! Voilà un film qui secoue la défroque du cinéma. Du beau roman de Pierre Benoit, on a fait un très beau film » et L'Information : « C'est une narration qui, sur l'écran, se traduit en actes enchaînés avec une rigueur étonnante et dont aucune scène n'est fastidieuse. Au contraire, l'intérêt progresse sans arrêt ».
Louis Delluc de la revue, Comœdia illustré, souligne que « L'Atlantide, de M. Feyder, est presque un bon film. Il commence par cette chaleur et ce rythme d'atmosphère qui manquait à La Sultane de l'amour et que nous aurions bien voulu trouver dans La Vierge d'Istanbul. Il y fait chaud. Le désert parle avec cette éloquence nue qu'on entend sur les dunes de Flandres, en Camargue, sur les plateaux de Castille — et dans la campagne d'Alger. Ces visions ont de la gueule. »